# Бобыльская дорога
Бобы́льская доро́га — дорога в городе Петергофе Петродворцового района Санкт-Петербурга. Проходит от улицы Первого Мая до Собственного проспекта.

## История
Название возникло в XIX веке. Оно связано с тем, что дорога проходила по территории деревни Бобыльской, в которой селились бобыли — жители бездворных (не имевших земельных наделов) строений, в том числе бессемейные отставные солдаты, беспахотные крестьяне.
На участке от Кооперативной и Спортивной улиц почти до улицы Халтурина Бобыльская дорога пересекает Балтийскую железнодорожную линию. Там существует пешеходная тропа.
Юго-восточнее перекрестка с улицей Беловой находится Генеральский пруд.

## Застройка
- № 57 — жилой дом (1994[3])
- № 57, корпус 1 — жилой дом (1995[3])
- № 59 — жилой дом (1992[3])
- № 59, корпус 2 — школа (2014[4]). Открыта 1 сентября 2015 года[5].
- № 61 — жилой дом (1999[3])
- № 63 — жилой дом (1999[3])

## Перекрёстки
- Улица Первого Мая
- Пионерская улица
- Улица Войкова
- Кооперативная улица / Спортивная улица
- Улица Халтурина
- 1-я линия
- 2-я линия
- Улица Беловой
- Собственный проспект

## Транспорт
Автобусы: № 103, 349, 351А, 351Б, 353, 356Ш.

## Аналогичное название в другом районе города
26 мая 2011 года на северо-западе Петербурга у противоположного, северного берега Финского залива в историческом районе Лахта в Приморском районе Санкт-Петербурга официально было утверждено название другого проезда Бобыльская улица.
Бобыльская улица проходит по восточной окраине Лахты от Лахтинского проспекта до Береговой улицы. Ранее примерно в том месте располагалась Бобыльская слобода, в которой селили бобылей — отставных солдат, у которых не осталось родственников.В Петербурге появились Нобельский переулок и Бобыльская улица  // Городские новости Санкт-Петербурга — сайт «Канонер». 2 июня 2011 года